# Wielka Brytania na Zimowych Igrzyskach Olimpijskich Młodzieży 2012
Wielką Brytanię na Zimowych Igrzyskach Olimpijskich Młodzieży 2012, które odbywały się w Innsbrucku reprezentowało 24 zawodników.

## Skład reprezentacji Wielkiej Brytanii

### Biathlon
Chłopcy
| Zawodnik     | Konkurencja    | Bieg    | Bieg       | Miejsce |
| Zawodnik     | Konkurencja    | Czas    | Strzelanie | Miejsce |
| ------------ | -------------- | ------- | ---------- | ------- |
| Calum Irvine | Sprint         | 22:28.5 | 3+2        | 35.     |
| Calum Irvine | Bieg pościgowy | 33:33.1 | 1+3+0+2    | 29.     |

### Biegi narciarskie
Chłopcy
| Zawodnik    | Konkurencja   | Kwalifikacje | Kwalifikacje | Ćwierćfinał   | Ćwierćfinał   | Półfinał      | Półfinał      | Finał         | Finał         |
| Zawodnik    | Konkurencja   | Wynik        | Miejsce      | Wynik         | Miejsce       | Wynik         | Miejsce       | Wynik         | Miejsce       |
| ----------- | ------------- | ------------ | ------------ | ------------- | ------------- | ------------- | ------------- | ------------- | ------------- |
| Scott Dixon | Sprint        | 1:52.40      | 33           | Nie awansował | Nie awansował | Nie awansował | Nie awansował | Nie awansował | Nie awansował |
| Scott Dixon | Bieg na 10 km |              |              |               |               |               |               | 35:02.2       | 37.           |

Dziewczęta
| Zawodniczka | Konkurencja  | Kwalifikacje | Kwalifikacje | Ćwierćfinał | Ćwierćfinał | Półfinał       | Półfinał       | Finał          | Finał          |
| Zawodniczka | Konkurencja  | Wynik        | Miejsce      | Wynik       | Miejsce     | Wynik          | Miejsce        | Wynik          | Miejsce        |
| ----------- | ------------ | ------------ | ------------ | ----------- | ----------- | -------------- | -------------- | -------------- | -------------- |
| Sarah Hale  | Sprint       | 2:06.66      | 25 Q         | 2:06.0      | 3.          | Nie awansowała | Nie awansowała | Nie awansowała | Nie awansowała |
| Sarah Hale  | Bieg na 5 km |              |              |             |             |                |                | 17:44.0        | 32.            |

### Bobsleje
Chłopcy
| Zawodnicy                    | Konkurencja | Wyniki  | Wyniki  | Wyniki  | Wyniki  |
| Zawodnicy                    | Konkurencja | Zjazd 1 | Zjazd 2 | Łącznie | Miejsce |
| ---------------------------- | ----------- | ------- | ------- | ------- | ------- |
| Olly Biddulph James Lelliott | Dwójki      | 54.87   | 54.54   | 1:49.41 | 5.      |

Dziewczęta
| Zawodniczki                  | Konkurencja | Wyniki  | Wyniki  | Wyniki  | Wyniki  |
| Zawodniczki                  | Konkurencja | Zjazd 1 | Zjazd 2 | Łącznie | Miejsce |
| ---------------------------- | ----------- | ------- | ------- | ------- | ------- |
| Mica McNeill Jazmin Sawyers  | Dwójki      | 56.29   | 55.66   | 1:51.95 |         |
| Kirsten Emery Frances Slater | Dwójki      | 56.42   | 55.92   | 1:52.34 | 4.      |

### Curling

#### Miksty
| Czwarty/-a     | Trzeci/-a     | Drugi/-a        | Otwierający/-a |
| -------------- | ------------- | --------------- | -------------- |
| Duncan Menzies | Angharad Ward | Thomas Muirhead | Rachel Hannen  |

##### Klasyfikacja
| #  | Kraj              | W | P |
| -- | ----------------- | - | - |
| 1  | Szwajcaria        | 9 | 1 |
| 2  | Włochy            | 6 | 4 |
| 3  | Kanada            | 7 | 3 |
| 4  | Szwecja           | 7 | 3 |
| 5  | Stany Zjednoczone | 7 | 1 |
| 6  | Czechy            | 4 | 4 |
| 7  | Japonia           | 4 | 4 |
| 8  | Norwegia          | 4 | 5 |
| 9  | Chiny             | 3 | 5 |
| 10 | Wielka Brytania   | 3 | 4 |
| 11 | Rosja             | 3 | 4 |
| 12 | Korea Południowa  | 2 | 5 |
| 13 | Nowa Zelandia     | 2 | 5 |
| 14 | Austria           | 2 | 5 |
| 15 | Niemcy            | 1 | 6 |
| 16 | Estonia           | 1 | 6 |

| Grupa czerwona | Grupa czerwona  | Grupa czerwona | Grupa czerwona |
| #              | Kraj            | W              | P              |
| -------------- | --------------- | -------------- | -------------- |
| 1              | Szwecja         | 6              | 1              |
| 2              | Kanada          | 5              | 2              |
| 3              | Japonia         | 4              | 3              |
| 4              | Włochy          | 4              | 3              |
| 5              | Rosja           | 3              | 4              |
| 6              | Wielka Brytania | 3              | 4              |
| 7              | Austria         | 2              | 5              |
| 8              | Niemcy          | 1              | 6              |

##### Round Robin
| Tor | Kraj | Kraj            | 1 | 2 | 3 | 4 | 5 | 6 | 7 | 8 | Ogółem |
| C   |      | Szwecja         | 4 | 0 | 0 | 0 | 0 | 1 | 0 | 1 | 6      |
| C   |      | Wielka Brytania | 0 | 1 | 1 | 0 | 0 | 0 | 2 | 0 | 4      |

| Tor | Kraj | Kraj            | 1 | 2 | 3 | 4 | 5 | 6 | 7 | 8 | 9 | Ogółem |
| A   |      | Wielka Brytania | 0 | 0 | 2 | 0 | 1 | 0 | 0 | 1 | 0 | 4      |
| A   |      | Niemcy          | 0 | 1 | 0 | 1 | 0 | 2 | 0 | 0 | 1 | 5      |

| Tor | Kraj | Kraj            | 1 | 2 | 3 | 4 | 5 | 6 | 7 | 8 | Ogółem |
| D   |      | Kanada          | 1 | 2 | 0 | 4 | 0 | 1 | x | x | 8      |
| D   |      | Wielka Brytania | 0 | 0 | 0 | 0 | 2 | 0 | x | x | 2      |

| Tor | Kraj | Kraj            | 1 | 2 | 3 | 4 | 5 | 6 | 7 | 8 | 9 | Ogółem |
| A   |      | Japonia         | 0 | 1 | 0 | 0 | 0 | 2 | 0 | 2 | 2 | 7      |
| A   |      | Wielka Brytania | 1 | 0 | 0 | 0 | 2 | 0 | 2 | 0 | 0 | 5      |

| Tor | Kraj | Kraj            | 1 | 2 | 3 | 4 | 5 | 6 | 7 | 8 | Ogółem |
| B   |      | Włochy          | 1 | 0 | 0 | 2 | 0 | 2 | 0 | 0 | 5      |
| B   |      | Wielka Brytania | 0 | 0 | 3 | 0 | 1 | 0 | 2 | 1 | 7      |

| Tor | Kraj | Kraj            | 1 | 2 | 3 | 4 | 5 | 6 | 7 | 8 | Ogółem |
| D   |      | Wielka Brytania | 0 | 1 | 0 | 2 | 1 | 0 | 2 | x | 6      |
| D   |      | Rosja           | 1 | 0 | 1 | 0 | 0 | 1 | 0 | x | 3      |

17 stycznia
| Tor | Kraj | Kraj            | 1 | 2 | 3 | 4 | 5 | 6 | 7 | 8 | Ogółem |
| B   |      | Wielka Brytania | 1 | 2 | 1 | 1 | 4 | 0 | x | x | 9      |
| B   |      | Austria         | 0 | 0 | 0 | 0 | 0 | 1 | x | x | 1      |

#### Pary mieszane
| Drużyna | Kobieta          | Mężczyzna       | Rezultat    |
| ------- | ---------------- | --------------- | ----------- |
| 6       | Mizuki Kitaguchi | Thomas Muirhead | Runda 1     |
| 11      | Angharad Ward    | Markus Skogvold | Runda 1     |
| 23      | Rachel Hannen    | Marek Cernovsky | Runda 2     |
| 26      | Taylor Anderson  | Duncan Menzies  | Ćwierćfinał |

Runda 1
| Tor | Drużyna | Drużyna              | 1 | 2 | 3 | 4 | 5 | 6 | 7 | 8 | Ogółem |
| C   |         | Heath / Scoffin      | 0 | 0 | 4 | 1 | 1 | 0 | 3 | x | 9      |
| C   |         | Kitaguchi / Muirhead | 1 | 2 | 0 | 0 | 0 | 2 | 0 | x | 5      |

| Tor | Drużyna | Drużyna         | 1 | 2 | 3 | 4 | 5 | 6 | 7 | 8 | Ogółem |
| B   |         | Ward / Skogvold | 3 | 1 | 0 | 1 | 0 | 3 | 0 | 0 | 8      |
| B   |         | Heldin / Steele | 0 | 0 | 3 | 0 | 1 | 0 | 4 | 1 | 9      |

| Tor | Drużyna | Drużyna            | 1 | 2 | 3 | 4 | 5 | 6 | 7 | 8 | Ogółem |
| D   |         | Hannen / Cernovsky | 0 | 2 | 1 | 2 | 0 | 0 | 2 | 1 | 8      |
| D   |         | Pimpini / Weyer    | 2 | 0 | 0 | 0 | 2 | 1 | 0 | 0 | 5      |

| Tor | Drużyna | Drużyna            | 1 | 2 | 3 | 4 | 5 | 6 | 7 | 8 | 9 | Ogółem |
| A   |         | Adviento / Meier   | 2 | 0 | 1 | 0 | 1 | 0 | 3 | 0 | 0 | 7      |
| A   |         | Anderson / Menzies | 0 | 1 | 0 | 2 | 0 | 2 | 0 | 2 | 1 | 8      |

Runda 2
| Tor | Drużyna | Drużyna              | 1 | 2 | 3 | 4 | 5 | 6 | 7 | 8 | Ogółem |
| B   |         | Moskalewa / Horigome | 1 | 0 | 2 | 2 | 1 | 1 | x | x | 7      |
| B   |         | Hannen / Cernovsky   | 0 | 1 | 0 | 0 | 0 | 0 | x | x | 1      |

| Tor | Drużyna | Drużyna            | 1 | 2 | 3 | 4 | 5 | 6 | 7 | 8 | Ogółem |
| C   |         | Anderson / Menzies | 1 | 0 | 0 | 2 | 1 | 0 | 0 | 2 | 6      |
| C   |         | Zirk / Wranå       | 0 | 1 | 1 | 0 | 0 | 1 | 1 | 0 | 4      |

Ćwierćfinał
21 stycznia 2012
| Tor | Drużyna | Drużyna            | 1 | 2 | 3 | 4 | 5 | 6 | 7 | 8 | Ogółem |
| C   |         | Tamakuma / Yoo     | 0 | 2 | 1 | 0 | 3 | 0 | 0 | 1 | 7      |
| C   |         | Anderson / Menzies | 1 | 0 | 0 | 1 | 0 | 1 | 1 | 0 | 4      |

### Hokej na lodzie
Chłopcy
| Zawodnik   | Konkurencja                         | Kwalifikacje | Kwalifikacje | Wielki finał  | Wielki finał  |
| Zawodnik   | Konkurencja                         | Punkty       | Miejsce      | Punkty        | Miejsce       |
| ---------- | ----------------------------------- | ------------ | ------------ | ------------- | ------------- |
| Lewis Hook | Konkurs umiejętności indywidualnych | 7            | 12           | Nie awansował | Nie awansował |

Dziewczęta
| Zawodniczka    | Konkurencja                         | Kwalifikacje | Kwalifikacje | Wielki finał | Wielki finał |
| Zawodniczka    | Konkurencja                         | Punkty       | Miejsce      | Punkty       | Miejsce      |
| -------------- | ----------------------------------- | ------------ | ------------ | ------------ | ------------ |
| Katherine Gale | Konkurs umiejętności indywidualnych | 31           | 2. Q         | 17           | 5.           |

### Łyżwiarstwo figurowe
| Zawodnik                         | Konkurencja   | Program krótki | Program krótki | Program dowolny | Program dowolny | Razem | Miejsce |
| Zawodnik                         | Konkurencja   | Punkty         | Miejsce        | Punkty          | Miejsce         | Razem | Miejsce |
| -------------------------------- | ------------- | -------------- | -------------- | --------------- | --------------- | ----- | ------- |
| Millie Paterson Edward Carstairs | Pary taneczne | 30.70          | 11             | 40.35           | 12              | 71.05 | 11.     |

Zawody mieszane
| Zawodnicy                                                                      | Konkurencja     | Soliści | Soliści | Soliści | Solistki | Solistki | Solistki | Pary taneczne | Pary taneczne | Pary taneczne | Łącznie | Łącznie |
| Zawodnicy                                                                      | Konkurencja     | Wynik   | Miejsce | Punkty  | Wynik    | Miejsce  | Punkty   | Wynik         | Miejsce       | Punkty        | Punkty  | Miejsce |
| ------------------------------------------------------------------------------ | --------------- | ------- | ------- | ------- | -------- | -------- | -------- | ------------- | ------------- | ------------- | ------- | ------- |
| Drużyna 1 Feodosi Efremenkow Tina Stuerzinger Millie Paterson/Edward Carstairs | Zawody mieszane | 117.13  | 1       | 8       | 73.46    | 5        | 4        | 44.02         | 8             | 1             | 13      | 5.      |

### Narciarstwo alpejskie
Chłopcy
| Zawodnik       | Konkurencja     | Wyniki       | Wyniki       | Wyniki       | Wyniki       |
| Zawodnik       | Konkurencja     | Runda 1      | Runda 2      | Razem        | Miejsce      |
| -------------- | --------------- | ------------ | ------------ | ------------ | ------------ |
| Paul Henderson | Slalom          | Nie ukończył | Nie ukończył | Nie ukończył | Nie ukończył |
| Paul Henderson | Slalom gigant   | Nie ukończył | Nie ukończył | Nie ukończył | Nie ukończył |
| Paul Henderson | Supergigant     |              |              | 1:06.97      | 17.          |
| Paul Henderson | Superkombinacja | 1:05.89      | Nie ukończył | Nie ukończył | Nie ukończył |

Dziewczęta
| Zawodnik        | Konkurencja     | Wyniki        | Wyniki        | Wyniki        | Wyniki        |
| Zawodnik        | Konkurencja     | Runda 1       | Runda 2       | Razem         | Miejsce       |
| --------------- | --------------- | ------------- | ------------- | ------------- | ------------- |
| Rachelle Rogers | Slalom          | Nie ukończyła | Nie ukończyła | Nie ukończyła | Nie ukończyła |
| Rachelle Rogers | Slalom gigant   | 1:03.61       | Nie ukończyła | Nie ukończyła | Nie ukończyła |
| Rachelle Rogers | Supergigant     |               |               | 1:11.05       | 24.           |
| Rachelle Rogers | Superkombinacja | Nie ukończyła | Nie ukończyła | Nie ukończyła | Nie ukończyła |

### Narciarstwo dowolne
Chłopcy
| Zawodnik      | Konkurencja | Kwalifikacje | Kwalifikacje | Finał  | Finał   |
| Zawodnik      | Konkurencja | Punkty       | Miejsce      | Punkty | Miejsce |
| ------------- | ----------- | ------------ | ------------ | ------ | ------- |
| Tyler Harding | Halfpipe    | 63.50        | 8 Q          | 62.75  | 10.     |

Dziewczęta
| Zawodniczka       | Konkurencja | Kwalifikacje | Kwalifikacje | Finał  | Finał   |
| Zawodniczka       | Konkurencja | Punkty       | Miejsce      | Punkty | Miejsce |
| ----------------- | ----------- | ------------ | ------------ | ------ | ------- |
| Katie Summerhayes | Halfpipe    | 55.50        | 5 Q          | 55.00  | 5.      |

### Short track
Chłopcy
| Zawodnik     | Konkurencja | Ćwierćfinał | Ćwierćfinał | Półfinał | Półfinał | Finał        | Finał        |
| Zawodnik     | Konkurencja | Czas        | Miejsce     | Czas     | Miejsce  | Czas         | Miejsce      |
| ------------ | ----------- | ----------- | ----------- | -------- | -------- | ------------ | ------------ |
| Jack Burrows | 500 m       | 45.491      | 2 qCD       | PEN      | PEN      | Nie ukończył | Nie ukończył |
| Jack Burrows | 1000 m      | 1:34.981    | 2 Q         | 1:33.700 | 3 qB     | 1:41.172     | 3.           |
| Aydin Djemal | 500 m       | 45.556      | 3 qCD       | 45.721   | 1 qC     | 1:02.356     | 4.           |
| Aydin Djemal | 1000 m      | 1:33.582    | 3 qCD       | 1:37.035 | 1 qC     | 1:33.689     | 2.           |

Sztafeta mieszana
| Zawodnicy                                                      | Konkurencja       | Półfinał | Półfinał | Finał    | Finał   |
| Zawodnicy                                                      | Konkurencja       | Czas     | Miejsce  | Czas     | Miejsce |
| -------------------------------------------------------------- | ----------------- | -------- | -------- | -------- | ------- |
| Drużyna B Jung Hyun Park Xiucheng Lu Aili Xu Jack Burrows      | Sztafeta mieszana | 4:21.656 | 1 Q      | 4:21.713 |         |
| Drużyna F Qu Chunyu Xu Hongzhi Mariya Dolgopolova Aydin Djemal | Sztafeta mieszana | 4:21.227 | 1 Q      | 4:24.665 |         |

### Snowboard
Chłopcy
| Zawodnicy            | Konkurencja | Kwalifikacje | Kwalifikacje | Kwalifikacje | Półfinał | Półfinał | Półfinał | Finał         | Finał         | Finał         |
| Zawodnicy            | Konkurencja | Zjazd 1      | Zjazd 2      | Miejsce      | Zjazd 1  | Zjazd 2  | Miejsce  | Zjazd 1       | Zjazd 2       | Miejsce       |
| -------------------- | ----------- | ------------ | ------------ | ------------ | -------- | -------- | -------- | ------------- | ------------- | ------------- |
| Lewis Courtier-Jones | Halfpipe    | 46.75        | 60.00        | 7 q          | 59.75    | 41.25    | 8        | Nie awansował | Nie awansował | Nie awansował |
| Lewis Courtier-Jones | Slopestyle  | 68.50        | 47.75        | 7 Q          |          |          |          | 39.50         | 32.00         | 16.           |